# 데이 쇼타로
데이 쇼타로(일본어: 出井 正太郎, 1986년 8월 8일 ~ )는 일본의 전 축구 선수이다.

## 구단 경력
과거 파지아노 오카야마에서 활동하였다.